# Imma lathidora
Imma lathidora is een vlinder uit de familie van de Immidae. De wetenschappelijke naam van de soort is voor het eerst geldig gepubliceerd in 1914 door Edward Meyrick.